# Thy (België)
Thy is een gehucht in de Belgische provincie Waals-Brabant. Het ligt samen met het dorp Baisy in Baisy-Thy, een deelgemeente van de stad Genepiën.
Thy ligt langs de Dijle, zo'n twee kilometer ten noordoosten van Baisy. Het gehucht ligt midden tussen de dorpen Ways en Bousval, anderhalve kilometer van beide kernen.

## Geschiedenis
Een oude vermelding van de naam gaat terug tot 1180 als Teir.
De Ferrariskaart uit de jaren 1770 toont het gehucht Thy, met ook het kasteel en de watermolen Moulin de Thy.
Op het eind van het ancien régime werd Thy een gemeente, maar deze werd in 1811 alweer opgeheven en samen met Baisy gevoegd in de nieuwe gemeente Baisy-Thy.
Het Château de Thy kwam in de laatste decennia van de 19de eeuw in handen van de familie Brunard. Het werd in 1873 gekocht door Edouard Hubert Frédéric Brunard (senior), waarna het overging op diens zoon, senator en industrieel Edouard Hubert Brunard.

## Bezienswaardigheden
- Het Château de Thy (Kasteel van Thy), gerestaureerd in 1769

Deelgemeenten: Baisy-Thy · Bousval · Genepiën · Glabais · Houtain-le-Val · Loupoigne · Oud-Genepiën · Ways

Overige plaatsen: La Bruyère · Bruyère Madame · Baisy · Basse-Laloux · Le Chantelet· Chênemont · Dernier Patard · La Falise · Ferrières · Les Flamandes · Fonteny · Foriest · Fosty · Hattain · Houtain-le-Mont · La Hutte · La Motte  · Loncée · Maison du Roi · Noirhat · Pallandt · Promelles · Quatre Bras · Ry-d'Hez · Sclage · Thy · Trou-du-Bois · Vieux Manants · Wanroux

Belgische gemeenten · Arrondissement Nijvel · Waals-Brabant · Wallonië